# Jatrophihabitans huperziae
Jatrophihabitans huperziae es una especie de  bacteria grampositiva del género Jatrophihabitans. Fue descrita en el año 2016. Su etimología hace referencia a la planta Huperiza. Es aerobia e inmóvil. Tiene un tamaño de 0,5-0,7 μm de ancho por 1-1,1 μm de largo. Forma colonias de color naranja pálido y convexas. Temperatura de crecimiento entre 10-37 °C, óptima de 32 °C. Catalasa negativa y oxidasa positiva. Es resistente a amikacina, ampicilina, aztreonam, ceftazidima, cefotaxima, cloromicetina, eritromicina, furadantina, gentamicina, kanamicina, penicilina, estreptomicina y tobramicina. Tiene un contenido de G+C de 71,9%. Se ha aislado de tejido superficial de la planta Huperzia serrata en la provincia de Sichuan, China.